# Rosztyiszlav Alekszandrovics Romanov orosz herceg
Rosztyiszlav Alekszandrovics orosz herceg (oroszul: Князь Ростислав Александрович Романов; Aj-Todor, 1902. november 11./24. – Cannes, 1978. július 31.) orosz herceg, franciaországi és amerikai orosz emigráns.

## Élete
Rosztyiszlav Alekszandrovics herceg 1902 novemberében jött világra Alekszandr Mihajlovics nagyherceg és Kszenyija Alekszandrovna nagyhercegnő hatodik, utolsó előtti gyermekeként, egyben ötödik fiaként. Szülei között távoli unokatestvéri kapcsolat állt fenn, mindkettejüknek közös őse volt I. Miklós cár. Noha Rosztyiszlav Alekszandrovics édesanyja III. Sándor cár leánya volt, a nagyhercegnő gyermekei kivétel nélkül csupán hercegi címet viseltek, mivel apai ágról a nagyapjuk nem volt cár.
A herceg és testvérei gyermekként sok időt töltöttek Franciaországban és a család kedvelt krími palotájában. Szülei hamar zátonyra futott házassága ellenére boldog gyermekkorban volt részük; az év nagy részében Alekszandr Mihajlovics a kormányt kritizáló nézetei miatt a szülőföldjüktől távol, a francia Biarritzbanban éltek.
Az első világháború, majd az azt követő forradalom alatt Rosztyiszlav herceg szüleivel a Krímre menekült. A bolsevikok hatalomra jutását követően a cári család tagjait üldözték, legtöbbjüket letartóztatták és kivégezték. Azok a családtagok, akik biztonságot kerestek, a Krímbe szöktek Marija Fjodorovna anyacárnéhoz. 1919 legelején Rosztyiszlav Alekszandrovics és testvérei az anyacárné brit rokonai által küldött HMS Marlborough hadihajó fedélzetén hagyták el Oroszországot. A família jelentős része francia földön talált menedékre; Rosztyiszlav Alekszandrovics egy rövid angliai tartózkodás után Cannes közelében telepedett le. Idősebb lévén átköltözött az Egyesült Államokba, ahol Chicagóban talált otthonra.
Rosztyiszlav Alekszandrovics 1928. szeptember 1-jén Chicagóban feleségül vette a szintén emigráns Alekszandra Pavlovna Golicina hercegnőt (1905–2006). Alekszandra Pavlovna a nagy múltú Golicin családba született Pavel Pavlovics Golicin herceg és Alekszandra Nyikolajevna Mescserszkaja hercegnő leányaként; házassága révén 1951. május 7-én a „Romanovszkaja-Golicina hercegné” rangot kapta Vlagyimir Kirillovics nagyhercegtől. Kapcsolatukból egyetlen gyermek származott:
- Rosztyiszlav Rosztyiszlavovics Romanov herceg (1938. december 3. – 1999. január 7.), kétszer nősült.

Rosztyiszlav herceg és Alekszandra Pavlovna hercegnő házassága 1944. november 9-én válással végződött. Alekszandra Pavlovna később feleségül ment egy Lester Armour nevű férfihoz, míg Rosztyiszlav Alekszandrovics 1944. november 24-én, más források szerint 1945. május 7-én nőül vette Alice Eilken (1923–1996) amerikai állampolgárt, aki ezáltal a „Romanovszkaja-Eilken hercegné” címre tett szert. Alice Eilkennek és Rosztyiszlav hercegnek egy fia született, mielőtt 1951. április 11-én egy chicagói bíróságon kimondták volna válásukat:
- Nyikolaj Rosztyiszlavovics Romanov herceg (1945. szeptember 9. – 2000. november 9.), üzletember, három gyermeke született.

1954. november 19-én Rosztyiszlav Alekszandrovics herceg harmadszor is megnősült, felesége a német köznemesi sorból származó Hedwig Maria Gertrud Eva von Chappuis (1905–1997) volt. A friggyel „Romanovszkaja hercegnéi” rangot kapott Hedwig Mariának ez már második házassága volt, első férjétől, a thai nagykövetként dolgozó Sir Berkeley Everard Foley Gage brit arisztokratától két fia született. Rosztyiszlav Alekszandrovics és Hedwig Maria kapcsolata gyermektelen maradt.
Rosztyiszlav Alekszandrovics herceg 1978. július 31-én halt meg a franciaországi Cannes városában. Idősebb fia, Rosztyiszlav Rosztyiszlavovics herceg kétszer lépett házasságra, összesen négy utódja született. Ifjabb fia, Nyikolaj Rosztyiszlavovics herceg amerikai állampolgárságot kapott, és Nicholas Romanoff néven az Egyesült Államokban élt.

## Külső hivatkozások
- Életrajzi adatok
- Életrajzi adatok
- Képek, érdekességek Archiválva 2009. március 2-i dátummal a Wayback Machine-ben (angolul)